# Salurnkam

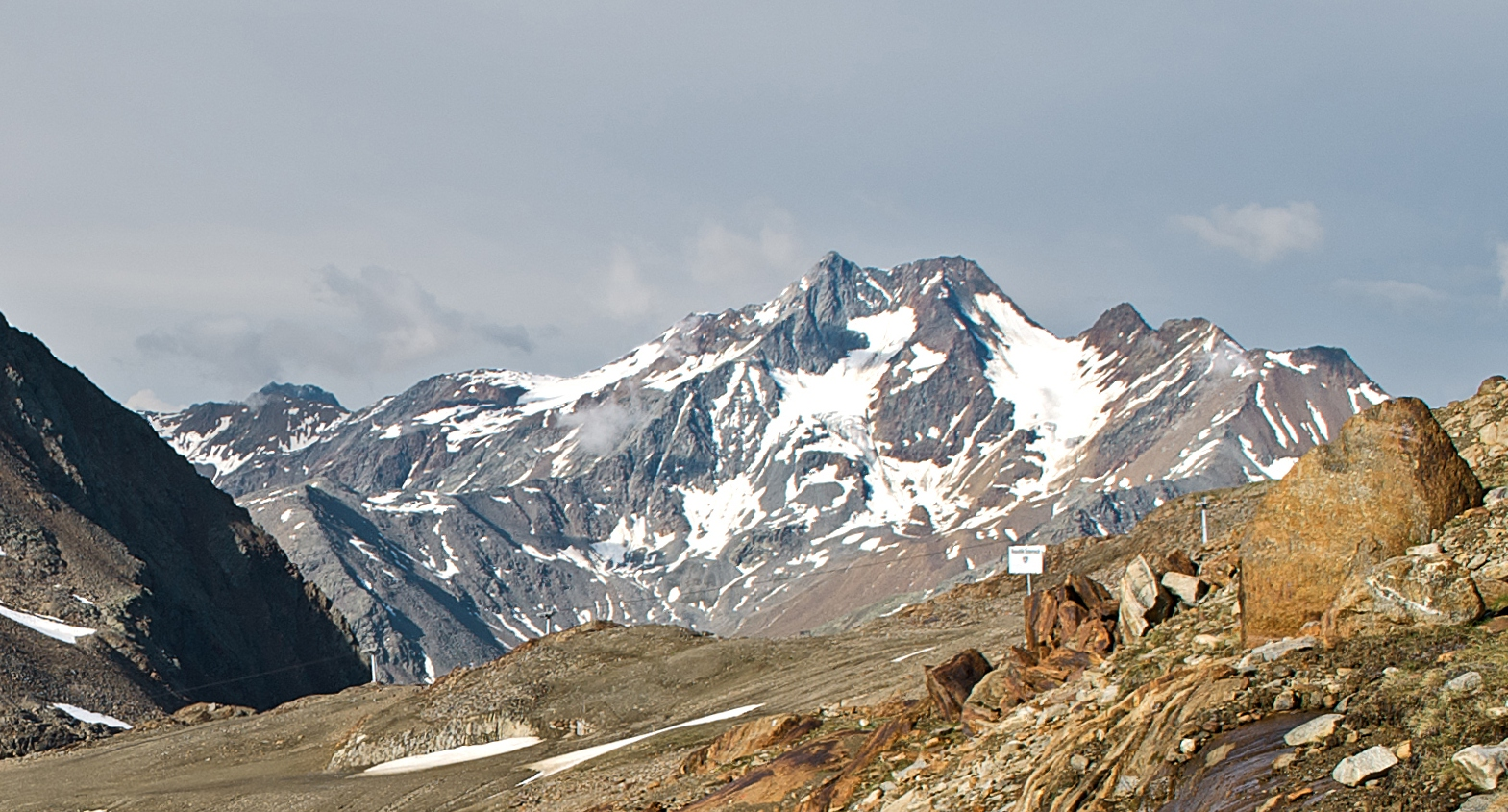
De Lagaunspitze (links) en de Saldurspitze (rechts) gezien vanuit het noorden

De Salurnkam of Saldurkam (Duits: Salurnkamm, Saldurkamm) is een subgroep van de Ötztaler Alpen in het Italiaanse Zuid-Tirol.
De Salurnkam ligt ten oosten van de Planeiler Bergen. In het noorden grenzen de Weißkam en de Gurglkam van de Ötztaler Alpen, die grotendeels in het Oostenrijkse Tirol gelegen zijn. In het oosten ligt de Texelgroep, ook een subgroep van de Ötztaler Alpen. De scheiding tussen laatstgenoemde subgroep en de Saldurkam wordt grofweg gevormd door het Schnalstal vanaf Schnals richting zuidoost. De rest van het Schnalstal is gelegen in de Salurnkam. De zuidelijke grens naar de Ortler Alpen wordt gevormd door de Vinschgau. De westelijke grens met de Planeiler Bergen volgt het verloop van het Matschertal.
Het hoogste punt van de Saldurkam wordt gevormd door de 3459 meter hoge Schwemser Spitze (Italiaans: Punta d'Oberettes).

## Bergtoppen
Bergtoppen in de Salurnkam zijn (van hoog naar laag) onder andere:
- Schwemser Spitze (Ital.: Punta d'Oberettes), 3459 meter
- Lagaunspitze, 3439 meter
- Saldurspitze (Ital.: Punta Saldura), 3433 meter
- Oberer Saldurkopf (Ital.: Monte Saldura), 3421 meter
- Äußere Quellspitze (Ital.: Cima di Sorgente di Fuori), 3385 meter
- Ramudelkopf (ook: Ramudelspitze, Ramudlakopf, Ital.: Cima Ramudla), 3357 meter
- Lazaunspitze (Ital.: Cima di Lazaun), 3313 meter
- Südliche Oberettesspitze, 3296 meter
- Hochalt (Ital.: Monte Alto), 3285 meter
- Litzerspitze (Ital.: Punta d'Alliz), 3205 meter
- Remsspitze (Ital.: Punta di Remes), 3205 meter
- Mastaunspitze (Ital.: Punta di Mastàun), 3200 meter
- Innere Saldurspitze (Ital.: Punta Saldura di Dentro), 3189 meter
- Rappenspitze (Ital.: Punta Corvara), 3187 meter
- Upiakopf (Ital.: Monte Upi), 3174 meter
- Malander (Ital.: Malandro), 3173 meter
- Wiegenspitze (Ital.: Cima Culla), 3109 meter
- Zerminger (Ital.: Monte Zerming), 3108 meter
- Kortscher Schafberg (Ital.: Monte delle Peccore), 3103 meter
- Westliche Gerstgraser Spitze (Gerstgrazer Spitzen, Ital.: Punti di Cortiserrade), 3100 meter
- Östliche Gerstgraser Spitze (Gerstgrazer Spitzen, Ital.: Punti di Cortiserrade), 3089 meter
- Madatschknott, 3081 meter
- Hohes Kreuzjoch (Ital.: Monte Croce), 3054 meter
- Berglerspitze (Ital.: Punta del Monte), 3019 meter
- Schwarze Wand (Ital.: Croda Nera), 2982 meter
- Hohe Wiegenspitze (Ital.: Cima Culla Grande), 2978 meter
- Weiße Riepl (Ital.: Costa Bianca), 2950 meter
- Vermoispitze (Ital.: Punta Vermoi), 2921 meter
- Trumser Spitze (Ital.: Punta di Trumes), 2912 meter
- Grubenspitze (Ital.: Punta delle Fosse), 2899 meter
- Rosskopf (Ital.: Monte Cavallo), 2891 meter
- Schwarzer Knott (Ital.: Rocca Nera), 2807 meter
- Graue Wand (Ital.: Croda Grigia), 2772 meter
- Kleine Wiegenspitze (Ital.: Cima Culla Piccola), 2743 meter
- Gamseck (Ital.: Monte dei Camosci), 2552 meter
- Köpfelplatte (Ital.: La Lasta), 2410 meter